# Relaciones Azerbaiyán-San Marino
Las relaciones Azerbaiyán-San Marino son las relaciones diplomáticas entre Azerbaiyán y San Marino. Las relaciones bilaterales entre los dos países se establecieron el 19 de abril de 2002.